# Richard Stankiewicz
Richard Stankiewicz (Filadelfia, 18 ottobre 1922 – Worthington, 27 marzo 1983) è stato uno scultore statunitense.

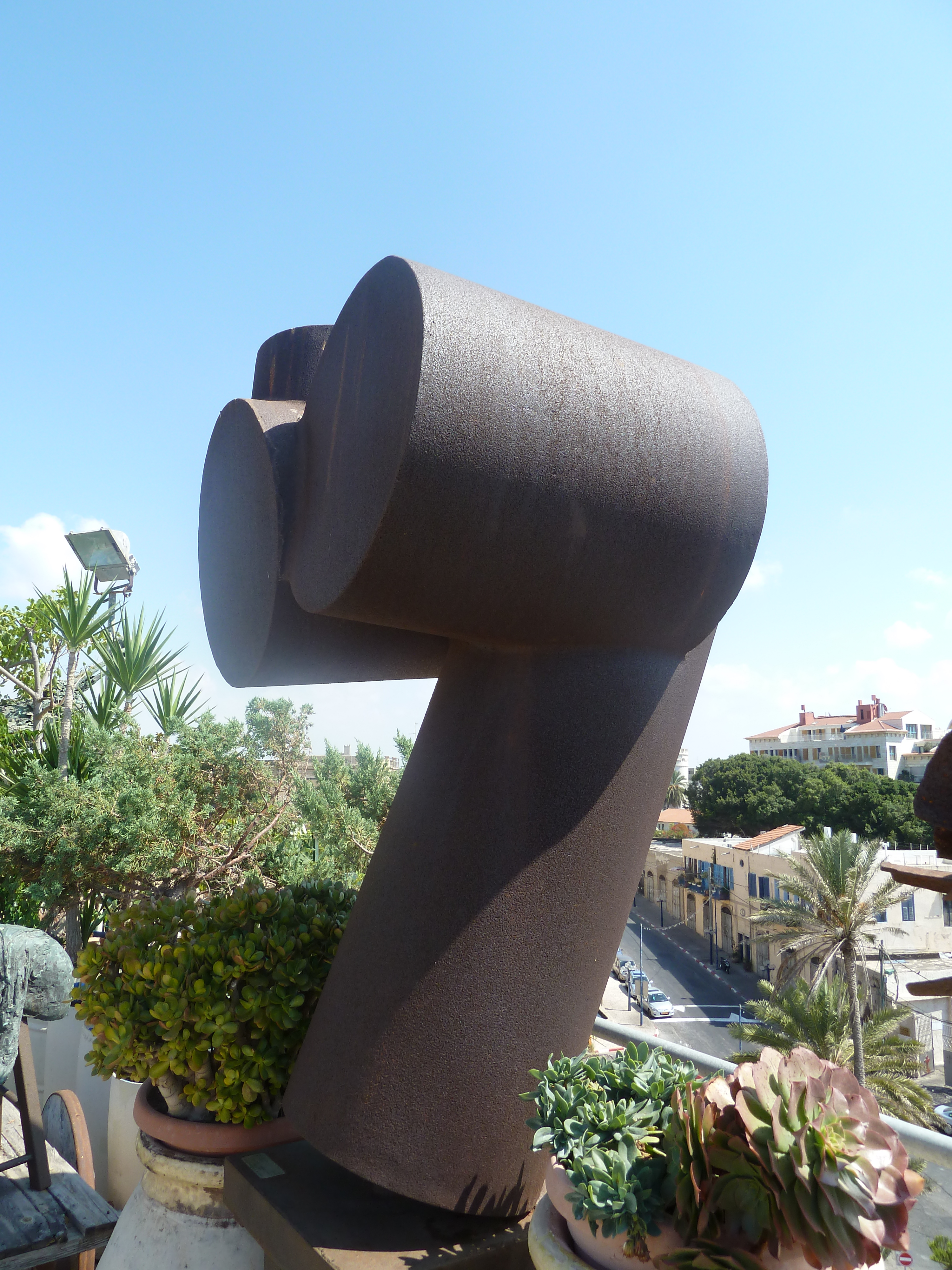
"Miracle in the Scrap Heap", scultura di Richard Stankiewicz

Allievo di Ossip Zadkine a Parigi, il suo stile si basa sulla rielaborazione di oggetti trovati per caso, come macchine in disuso; Stankiewicz era infatti in grado di trasformare i rifiuti metallici in sculture d'ispirazione astrattista notevolmente semplificati dal punto di vista della forma.